# Sara Simeoniová
Sara Simeoniová (* 19. dubna 1953, Rivoli Veronese, Provincie Verona) je bývalá italská atletka, olympijská vítězka, mistryně Evropy a čtyřnásobná halová mistryně Evropy ve skoku do výšky.

## Kariéra

### Olympijské hry
Čtyřikrát reprezentovala na letních olympijských hrách, čtyřikrát se kvalifikovala do finále. Poprvé se zúčastnila olympiády v roce 1972 v Mnichově, kde skončila na 6. místě (185 cm). O čtyři roky později v Montrealu překonala 191 cm, čímž vybojovala stříbrnou medaili. Největší úspěch zaznamenala na LOH 1980 v Moskvě, kde získala zlatou medaili v novém olympijském rekordu 197 cm. Uspěla také na olympiádě v Los Angeles 1984, kde nesla při slavnostním zahájení vlajku Itálie a výkonem rovných dvou metrů vybojovala druhé stříbro. Výše skočila jen Ulrike Meyfarthová ze Západního Německa, která překonala 202 cm.

### Světový rekord
Bronzovou medaili si odvezla z evropských šampionátů v Římě (1974) a Athén (1982). Nejcennější medaili pak získala v roce 1978, kdy se konalo ME v Praze, na stadionu Evžena Rošického. Těsně před startem šampionátu v italské Brescii vylepšila o jeden cm světový rekord Rosemarie Ackermannové, která poprvé v historii pokořila hranici dvou metrů 26. srpna 1977 v Berlíně. Ve finále ME Simeoniová vlastní světový rekord vyrovnala a výkonem 201 cm vybojovala titul mistryně Evropy před Ackermannovou a Brigitte Holzapfelovou. Rekord italské výškařky překonala na ME v Athénách 8. září 1982 Ulrike Meyfarthová, která vytvořila nový světový rekord hodnotou 202 cm.

### Ostatní úspěchy
Velmi úspěšná byla rovněž i v hale. Sedmkrát se zúčastnila halových ME (Rotterdam 1973 – 9. místo, Göteborg 1974 – 11. místo, Katovice 1975 – 4. místo), přičemž čtyřikrát dokázala vybojovat zlatou medaili. Poprvé na halovém ME 1977 ve španělském San Sebastiánu. 23. února 1978 v Miláně vyrovnala výkonem 195 cm halový světový rekord Rosemarie Ackermannové a v témže městě poté obhájila titul halové mistryně Evropy. Další dva tituly získala v roce 1980 v Sindelfingenu a o rok později v Grenoblu výkonem 197 cm.
Hned pět medailí (dvě zlaté, stříbro, dvě bronzové) dokázala postupně v letech 1973–1981 vybojovat na světových letních univerziádách. Téměř 29 let držela i italský národní rekord (201 cm). Překonala ho až 24. června 2007 v Miláně výškařka Antonietta Di Martinová, která skočila 203 cm.
Atletickou kariéru ukončila po ME ve Stuttgartu v roce 1986.

### Osobní rekordy
- hala – 197 cm – 22. února 1981, Grenoble
- venku – 201 cm – 4. srpna 1978, Brescia